# 中国建筑第四工程局
中国建筑第四工程局有限公司（简称“中建四局”），原为中国建筑第四工程局，是具有房建施工总承包特级、市政公用工程施工总承包壹级、机电安装工程施工总承包壹级、地基与基础工程专业承包壹级、建筑装饰装修工程专业承包壹级、建筑幕墙工程专业承包壹级、钢结构工程专业承包壹级资质的大型建筑安装企业。

## 历史
中建四局前身是1962年8月成立的建筑工程部西南工程管理局贵州工程总公司，由当时国家建工部1958年下放地方的原部属建筑安装队伍和贵州省的部分建筑队伍发展演变而成。1965年8月，国家建工部第四工程局在原贵州工程总公司基础上组建成立。1970年7月更名为国家基本建设委员会第四工程局。1979年3月更名为国家建筑工程总局第四工程局。1982年6月划归中国建筑工程总公司建制，更名为中国建筑第四工程局。
2002年，总部由贵州贵阳迁至广东广州。

## 子公司
- 中建四局一公司（广州花都区）